# Can Grau (Castellfollit del Boix)
|  | Aquest article tracta sobre Can Grau de Castellfollit del Boix. Vegeu-ne altres significats a « Can Grau (desambiguació)». |

Can Grau és una masia del municipi de Castellfollit del Boix (Bages) inclosa en l'Inventari del Patrimoni Arquitectònic de Catalunya.

## Descripció
Masia formada per planta baixa, pis i golfes amb diferents cossos adossats. Destaca per l'ús de carreus a les llindes i pera en els ampits de finestres. la porta d'entrada és d'arc de mig punt amb dovelles i degut a una transformació de les finestres en balcons ha quedat en part malmesa. A la façana lateral, degut al seu estat, permet observar el tipus de paredat de doble mur de pedra. En una finestra d'aquest mur hi ha una llinda amb una creu inscrita ai una data il·legible.